# Greatest Hits, Vol. 2 (album Johnnyja Casha)
Greatest Hits, Vol. 2 je kompilacija Johnnyja Casha, objavljena 1971. u izdanju Columbia Recordsa. Album je kombinacija starijih Cashovih pjesama iz godina kad je snimao za Sun Records ("Hey Porter" i "Folsom Prison Blues", između ostalih) i nekih novijih hitova, kao što su "A Boy Named Sue" s Cashova albuma At San Quentin te obrada "Sunday Mornin' Comin' Down" Krisa Kristoffersona. "Big River", jedna od pjesama iz perioda Suna, objavljena je kao singl.

## Popis pjesama
1. "A Boy Named Sue" (Shel Silverstein) – 3:41
2. "Hey Porter" (Cash) – 2:19
3. "Guess Things Happen That Way" (Jack Clement) – 1:53
4. "Blistered" (Billy Ed Wheeler) – 2:22
5. "Big River" (Cash) – 2:18
6. "Long Legged Guitar Pickin' Man" (Marshall Grant) – 2:34
7. "Folsom Prison Blues" (Cash) – 2:45
8. "Sunday Mornin' Comin' Down" (Kris Kristofferson) – 4:08
9. "If I Were a Carpenter" (Tim Hardin) – 3:00
10. "Frankie's Man Johnny" (Cash) – 2:15
11. "Daddy Sang Bass" (Carl Perkins) – 2:23

## Ljestvice
Album - Billboard (Sjeverna Amerika)
| Godina | Ljestvica      | Pozicija |
| ------ | -------------- | -------- |
| 1971.  | Country albumi | 5        |
| 1971.  | Pop albumi     | 94       |

Singlovi - Billboard (Sjeverna Amerika)
| Godina | Singl       | Ljestvica        | Pozicija |
| ------ | ----------- | ---------------- | -------- |
| 1971.  | "Big River" | Country singlovi | 41       |